# Muhammad Zafarullah Khan
Muhammad Zafarullah Khan (en urdu: محمد ظفر اللہ خان‎; Sialkot, 6 de febrero de 1893-Lahore, 1 de septiembre de 1985) fue un jurista y diplomático pakistaní que se desempeñó como ministro de relaciones exteriores del Dominio de Pakistán, integrando el primer gabinete del país. Posteriormente fue representante permanente ante la Organización de las Naciones Unidas entre 1961 y 1964, y presidente de la Asamblea General de las Naciones Unidas. Durante su estancia en la ONU, también representó al Estado de Palestina en calidad de facto.
Fue defensor de la independencia de Pakistán y lideró la separación de la nación en la Comisión Radcliffe. Entre 1954 y 1958 fue juez de la Corte Internacional de Justicia, llegando a la vicepresidencia. Volvió a la Corte en 1964 y en 1970 se convirtió en el primer asiático, musulmán y el único pakistaní en desempeñarse como presidente de la misma, ocupando el cargo hasta 1973. Es la única persona hasta la fecha que se desempeñó como presidente tanto de la Asamblea General de la ONU como de la Corte Internacional de Justicia.
Es considerado como uno de los principales padres fundadores de Pakistán y un miembro destacado de la Comunidad Ahmadía en su país. Es autor de varios libros sobre el Islam, tanto en urdu como en inglés.

## Biografía

### Primeros años y familia
Nació el 6 de febrero de 1893 en Sialkot y recibió su educación primaria en la American Missionary School en Sialkot. Su padre fue Nasrullah Khan, compañero de Mirza Ghulam Ahmad, fundador de la Comunidad Ahmadía del Islam. Su padre pertenecía al clan Sahi Jat, mientras que su madre era del clan Bajwa Jat y de ambos lados eran zamindares. Estudió en Government College en Lahore y en el King's College de Londres, graduándose en 1914. Fue admitido al colegio de abogados del Lincoln's Inn en Londres. Ejerció la abogacía en Sialkot y Lahore.

### Carrera
Se convirtió en miembro del Consejo Legislativo de Punjab en 1926 y presidió la reunión en Delhi de la Liga Musulmana Pan-India en 1931, donde defendió la causa de los musulmanes de la India británica a través de su discurso presidencial. Participó en las conferencias de mesa redonda celebradas de 1930 a 1932 y fue nombrado ministro de Ferrocarriles en mayo de 1935. En 1939, representó a la India en la Liga de las Naciones. Fue nombrado Agente General de la India en la República de China en 1942 y representó a India en la Conferencia de Relaciones del Commonwealth en 1945, donde habló sobre la independencia de la India.
De 1935 a 1941, fue miembro del Consejo Ejecutivo del Virrey de la India. Preparó una nota sobre el futuro del estado de dominio de la India analizando las perspectivas futuras del «estatus del dominio». Tomó en cuenta las preocupaciones de los musulmanes y finalmente propuso un plan para la división del subcontinente indio. Esta nota fue enviada a Lord Zetland, Secretario de Estado para la India en Londres.
En septiembre de 1941, fue nombrado Juez del Tribunal Federal de la India, cargo que ocupó hasta junio de 1947. A petición de Muhammad Ali Jinnah, representó a la Liga Musulmana en julio de 1947 ante la Comisión de Límites de Cyril Radcliffe, presentando el caso de los musulmanes. Advirtió a Nawab de Junagadh que si decidía unir a su estado con Pakistán, sería moral y legal. El Nawab procedió a anunciar su decisión.
En octubre de 1947, representó a Pakistán en la Asamblea General de las Naciones Unidas como jefe de la delegación paquistaní y defendió la posición del mundo musulmán sobre la cuestión palestina. Ese año, fue nombrado ministro de Relaciones Exteriores de Pakistán, cargo que ocupó durante siete años. Entre 1948 y 1954, también representó a Pakistán en el Consejo de Seguridad de las Naciones Unidas, donde abogó por la liberación de Cachemira (específicamente sector ocupado por la India como Jammu y Cachemira, reclamado por Pakistán), Libia, Irlanda del Norte, Eritrea, Somalia, Sudán, Túnez, Marruecos e Indonesia.
Como ministro de Relaciones Exteriores, representó a Pakistán en la Conferencia del Tratado de Manila en septiembre de 1954. El apoyo al Pacto de Manila en Pakistán se dividió, por un lado, entre el ejército dominado por Pakistán Occidental y un puñado de líderes que estaban a favor, y por el otro, entre la mayoría de los miembros elegidos de la Asamblea Constituyente de Pakistán Occidental y todos los miembros de la Asamblea de Pakistán Oriental que se opusieron. Zafarullah firmó el Pacto de Manila, comprometiendo la adhesión de Pakistán a la Organización del Tratado del Sureste Asiático (SEATO).
En 1954, se convirtió en juez de la Corte Internacional de Justicia (CIJ) en La Haya, cargo que ocupó hasta 1961. Fue vicepresidente de la Corte de 1958 a 1961. Entre 1961 y 1964, Fue representante permanente de Pakistán ante las Naciones Unidas. De 1962 a 1964, también fue presidente de decimoséptima sesión y la cuarta sesión especial de la Asamblea General de las Naciones Unidas. Más tarde se reincorporó a la Corte Internacional de Justicia como juez de 1964 a 1973, y se desempeñó como presidente de 1970 a 1973.
Tras su retiro, se mudó a Lahore donde falleció en 1985.

### Religión
Como un musulmán ahmadí, ocupó el cargo de Ameer (presidente) de la comunidad de Lahore, de 1919 a 1935. Fue secretario de Khalifatul Masih II, el segundo sucesor de Mirza Ghulam Ahmad, en el Majlis-e-Shura (consejo consultivo) por primera vez en 1924, y continuó en el cargo durante 17 sesiones más. Además, fue miembro de la delegación que representó a la Comunidad Ahmadía del Islam en la Conferencia de Todas las Partes celebrada en 1924. En 1927, fue abogado representante de los musulmanes del Punjab en el caso de desacato contra la perspectiva musulmana.

## Publicaciones

### Libros
- The Excellent Exemplar Muhammad: The Messenger of Allah. London Mosque. 1962. p. 65.
- The Message of Islam. Archivado desde el original el 25 de junio de 2016. Consultado el 27 de enero de 2019.
- Victory of Prayer Over Prejudice. London Mosque.
- Letter to a Dear One. Islam International Publications. 2001. p. 116. ISBN 0-9656449-4-4.
- Hazrat Maulvi Nooruddeen Khalifatul Masih I. Islam International Publications. 2006. p. 350. ISBN 1-85372-848-9.
- Islam and Human Rights. Islam International Publications. 1967. p. 79. ISBN 1-85372-040-2.
- Wisdom of the Holy Prophet. Islam International Publications. 1967. p. 91. ISBN 1-85372-030-5.
- Islam – Its Meaning for Modern Man. Islam International Publications. 1962. p. 386. ISBN 0-7100-0341-2.
- Punishment of Apostacy in Islam. Islam International Publications.
- Women in Islam. Islam International Publications. 1991. p. 39. ISBN 1-85372-035-6.
- Muhammad: Seal of the Prophets. Routledge & Kegan Paul. 1980.
- My Mother. London Mosque. 1978. p. 117. Archivado desde el original el 28 de diciembre de 2010. Consultado el 27 de enero de 2019.
- Deliverance from the Cross. London Mosque. 1978. p. 110. ISBN 0-85525-014-3.
- Islam and Modern Family (audiolibro). Archivado desde el original el 27 de febrero de 2017. Consultado el 27 de enero de 2019.

### Discursos
- Khan, Muhammad Zafarullah (10 de septiembre de 1958). The Contribution of Islam to the Solution of World Problems. Chicago, USA. Archivado desde el original el 27 de febrero de 2017. Consultado el 27 de enero de 2019.